# Bingawan
Bingawan è una municipalità di quinta classe delle Filippine, situata nella Provincia di Iloilo, nella Regione del Visayas Occidentale.
Bingawan è formata da 14 baranggay:
- Agba-o
- Alabidhan
- Bulabog
- Cairohan
- Guinhulacan
- Inamyungan
- Malitbog Ilawod
- Malitbog Ilaya
- Ngingi-an
- Poblacion
- Quinangyana
- Quinar-Upan
- Tapacon
- Tubod